# Arturo Benedetti Michelangeli
Arturo Benedetti Michelangeli, född 1920 i Brescia, död 1995, var en italiensk pianist. Han hör till de största pianisterna under 1900-talet. Sedan 1965 anordnas i Brescia och Bergamo en musikfestival uppkallad efter honom.